# Operophtera brunnescens
Operophtera brunnescens là một loài bướm đêm trong họ Geometridae.